# Стефан Елевтеров
Стефан Елевтеров Стефанов e български литературовед, доцент, доктор на филологическите науки. Специалист по българска литература след Освобождението.

## Биография
Роден е на 10 април 1930 г. в Горна Оряховица. Завършва гимназия във Велико Търново (1948) и българска филология в СУ „Св. Климент Охридски“ (1952). След дипломирането си учителства и работи като редактор в сп. „Младеж“ (1956-1960). Асистент в СУ (1962). През 60-те и 70-те години е лектор по български език, литература и култура в университетите в Белград (Сърбия) (1963-1968), Сиатъл и Йейл (САЩ) (1978-1980). Научен сътрудник към Института за литература на БАН (1976-1978). Доцент по българска литература след Освобождението в СУ (1975). Зам.-декан на Факултета по Славянски филологии (1983-1986). Доктор на филологическите науки с дисертация на тема „Италианската легенда“ (1991).
Активно сътрудничи на периодичния печат. Дебютира през 60-те години с книгата „Художественият образ“.
Редактор и съставител на „Избрани творби“ на Алеко Константинов (1974) и на Антон Страшимиров (1986), на „Антология на българската литература“ (1977).
Умира на 8 юни 1997 г. в София.

## Идеи
С безспорния си усет на критик и изследовател, Елевтеров има принос в българското литературознание с анализите си върху творби от българската класика, предлага нов прочит на Алековото творчество (в книгата си „Поетиката на Алеко Константинов и нашето литературно развитие“ изследва прототиповете на героя Бай Ганьо, същността на неговия образ, жанровата генеалогия и поетологичните особености на творбата), проучва методите на литературната история, връзката фолклор-литература, има заслуги за въвеждането на цял лекционен курс по поетика на българската литература.

## Произведения

### Книги
- „Художественият образ“. 1964.
- „Поетиката на Алеко Константинов и нашето литературно развитие“. София: Наука и изкуство, 1978, 206 стр.
- „По следите на българската литература след Освобождението“
- „Студии по историческа поетика“. София: Анубис, 1993, 224 стр.

### Учебници
- „Антология на българската литература: Избр. текстове и характеристики“. [Учебник за чужденци]. София: Наука и изкуство, 1977, 680 с.
- „Нова българска литература: 1878-1918“ [Учебник за студентите от ВУЗ]. София: Наука и изкуство, 1978, 255 с.

### Студии и статии
- Неподкупната съвест на сатирика: [Г. П. Стаматов]. // Родна реч, 1976, № 2, с. 30-32.
- Елин Пелин и фолклорната традиция. // Българската литература и народното творчество. София, 1977, с. 170-188.
- Жанрово-типологична еволюция на пътеписа през Възраждането. // Лит. мисъл, 1976, № 7, с. 68-84.
- За изобразителните принципи в „Бай Ганьо“. // Пламък, 1977, № 1, с. 127-133.
- Традициите на пътеписния жанр. // Освобождението 1878 и развитието на българската литература. София, 1977, с. 57-73.
- Проблемът за единството на образа и единството на произведението в „Бай Ганьо“. // Лит. мисъл, 1977, № 4, с. 49-61.
- Повестите на Иван Вазов. // Лит. мисъл, 1978, № 6, с. 59-79.
- Проблеми на поетиката в „До Чикаго и назад“. // Проблеми на новата българска литература: Сб. в чест на 80-год. на акад. Георги Цанев. – София, 1978, с. 149-172.
- Непознати досега стихотворения. // Лит. фронт, № 2, 12 януари 1978. 100 г. от рождението на П. К. Яворов.
- Някои проблеми на поетиката на „Бай Ганьо“. // Септември, 1978, № 3, с. 219-236.
- Трансформационни процеси в българската белетристика през втората половина на Х1Х в. // За литературните жанрове през Българското възраждане. София, 1979, с. 130-148.

## Цитати от/за Стефан Елевтеров
- Стефан Елевтеров за „Бай Ганьо“: „Няма у нас друг литературен тип, който толкова дълго и така осезаемо да присъства в нашия живот, способен на най-невероятни превъплъщения, устойчив и непрекъснато изменящ се.“
- Михаил Василев за Стефан Елевтеров: „Елевтеров и като преподавател, и като литературовед, и като общественик от сърце и душа работеше за възпитанието на човешките чувства и мисли... Той притежаваше вроден, добре култивиран усет към литературата като изкуство на думите.“